# Čerchov
Čerchov (německy Schwarzkopf) je hora v jihozápadních Čechách, s nadmořskou výškou 1042 m je nejvyšším bodem Haltravské hornatiny, celého Českého lesa a okresu Domažlice. S prominencí 527 metrů jde o desátou nejprominentnější horu v Česku. Vypíná se necelé 2 km od německých hranic přibližně 12 km jihozápadně od Domažlic, na trojmezí katastrů obcí Česká Kubice, Pec a Chodov. Průměrná roční teplota vzduchu na Čerchově činí 4,2 °C, průměrný roční úhrn srážek 1168 mm.

## Stavby na vrcholu
Na vrcholu stojí vojenská betonová věž vysoká přes 30 metrů a kamenná Kurzova rozhledna z roku 1905, vysoká 24 metrů, s výborným výhledem (za ideálních podmínek až na Alpy). Její základní kámen byl slavnostně položen 23. května 1904. Věž byla financována ze sbírek, které byly prováděny již od roku 1902 za účelem nahrazení původní dřevěné věže novou věží kamennou. Předání věže veřejnosti se uskutečnilo 16. července 1905 a byla nazvána Kurzovou věží na počest svého příznivce spisovatele a politika Viléma Kurze, který se však otevření již nedožil. 
Nacházela se zde i Pasovského chýše. Začala se stavět v roce 1896 odborem KČT Domažlice. Otevřena byla 13. června 1897.
V minulosti byly na vrcholu vojenské objekty, které byly z větší části v roce 2022 zdemolovány – celkem bylo zbouráno 10 budov. Kromě věže zůstala pouze jedna bývala armádní budova, ve které je v provozu bistro a budova lehce pod svahem – bývala rota, která se má přestavět na turistickou ubytovnu se zázemím pro návštěvníky, restaurací a expozicí k historii Čerchova a železné opony.
Severovýchodně od vrcholu se nalézá upravená Emerichova studna přístupná po zelené a modré značce.

## Fauna a flora
Ve skladbě lesního porostu převažuje smrk, z jehličnatých dřevin je to dále borovice, jedle a modřín. Z listnatých dřevin je hlavní dřevinou buk, dále pak bříza, olše, javor, dub. Roste zde mnoho vzácných rostlin, například, česnek medvědí, rosnatka okrouhlolistá, ojediněle i horské rostliny jako plavuň pučivá. Na březích potoků se vyskytuje ďáblík bahenní, oměj pestrý.
Zachovalé lesy na úbočích hory jsou chráněny jako národní přírodní rezervace Čerchovské hvozdy. Na severovýchodním úbočí se nachází menší přírodní rezervace Bystřice.
Mezi stálou sestavu živočichů patří jelen lesní, daněk evropský, srnec, prase divoké, zajíc, králík divoký, kuna lesní aj. K nejběžnějším dravcům náleží káně lesní, poštolka obecná.

## Přístup
Od roku 1950 do roku 1990 byl přístup nemožný, vojenské objekty na vrcholu byly přísně tajné. Byla jen přístupná přes pozemek vojenského útvaru. Během války používala objekty na Čerchově německá armáda jako pozorovatelnu.
Vrchol je velmi dobře přístupný. Jednak z rozcestí Pod Čerchovem, na které vede červená značce z České Kubice (6 km) a Capartic (4 km) nebo modrá značka z Černé Řeky (3 km). Od rozcestí vede zelená značka vzhůru k jihu do sedla mezi Čerchovem a vrcholem Na skalce a odsud vede na vrchol již neznačená asfaltová cesta. Dále je vrchol přístupný z rozcestí Horizontálka, kterým prochází již zmíněná červená značka a též i modrá značka z Pece (3,5 km) pokračující na vrchol. Červená značka pokračuje jihovýchodním směrem kolem vrcholu na rozcestník Plzeňská cesta (rozc.), ze kterého na vrchol vede zelená značka. Od České studánky vede na vrchol tzv. Hanova stezka vyznačená modrou značkou. Stezka byla upravena kamennými schody a upravený terén stezky je mezi skalkami dosud patrný.

### Horská mše
Na hoře se každoročně na konci srpna od roku 1991 koná tzv. Horská mše se setkáním českých a německých poutníků. Mši celebruje plzeňský biskup.